# Moenchia graeca
Moenchia graeca är en nejlikväxtart som beskrevs av Pierre Edmond Boissier och Heldr. Moenchia graeca ingår i släktet styvarvar, och familjen nejlikväxter. Inga underarter finns listade i Catalogue of Life.